# Смиља Стојановић
Смиља Стојановић Табак (Лесковац, 1907 — Лесковац, 1958) била је српска сликарка. Она је један од сликарки која је обележила ликовни живот Лесковца прве половине XX века.

## Биографија
Рођена је као четврто дете Јелене и Косте Стојановића, ћурчије и кожарског трговца, досељених почетком XX века из Житног потока. Гимназију је завршила у Лесковцу а школске 1925—1926. године уписала је Уметничку школу у Београду. Овој генерацији школе припадало је неколико талентованих сликара: Петар Лубарда, Вера Чохаџић, Светолик Лукић и Бранко Шотра.
На уметничкој школи посветила се озбиљном учењу заната па је међу професорима важила за „приљежног ђака”, озбиљног цртача и доброг акварелисту. Међу друговима била је позната као „Смиља Бас”, омиљена личност и добар другар.
Наставнички течај уметничке школе у Београду завршила је 1929. године не показавши жељу да настави студије на академском течају који је тада водио Милан Миловановић. Спадала је у ону већину која се определила за сигурност коју им је пружала каријера наставника цртања.
Прво место њеног службовања била је Гиманзија у Сенти одакле прелази у Велику Кикинду. У Кикинди је важила за марљивог и савесног наставника а у извештају за 1936/37. годину помињала се и као разредни старешина и члан Управног одбора.
Почетак рата затекао ју је у Великој Кикинди одакле је била протерана у Србију, у јуну 1941. године. Каријеру гимназијског наставника цртања наставила је у Лесковцу. Око 1943. године осетила је прве знаке болести која је, у тешким временима окупације и оскудице, брзо напредовала и већ 1946. пензионисана је. Остатак живота провела је пристиснута боловима и готово непокретна.
Преминула је у Лесковцу 10.5.1958.

## Стваралаштво
Смиља иза себе није оставила бројна дела попут неких уметника те је мало недстајалао да јој се заметне сваки траг. Стицајем срећних околности није уништен њен Портрет девојке, вероватно једино њено сачувано дело.
Ово дело настало је у време њених студија или непосредно по њиховом завршетку. Реч је о Аутопортрету – гвашу, реализованом брзо и ефектно. Начин на који је приказала лик девојке у Аутопортрету оценњен је као сликарска зрелост.
Глава девојке моделована је чврсто са дискретном поделом маса и благим деформацијама чела и браде изведеним светло-тамним односима. Светлост у слику улази са једне стране, искоса и лагано клизи површином лица, те пада сливајући се на бљештаво белу крагну кошуље чија су белина и хроматски интензитет пригушени црним реверима јелека и црвенилом огрлице. Залеђе слике дефинисано је тако да из њега портрет готово избија. Да би смирила то „искакање” из залеђа, Смиља је у „Аутопортрету” спровела игру црвених акцената, по дијагонили, почев од руже заденуте иза ува до огрлице.
Композиција слике, начин употребе светлости и боје оцењени су као интимистички. Светлост на слици сведена је готово до валерског контраста пригушеног или појачаног акцентима црвене боје.
Није јасно шта је Смиљу одвојило од активног бављења сликарством. Она је својевољно престала да слика иако је, по оцени стручњака, имала више стварног сликарског осећања него многи други из њене генерације.